# Музей транспорта (Дрезден)

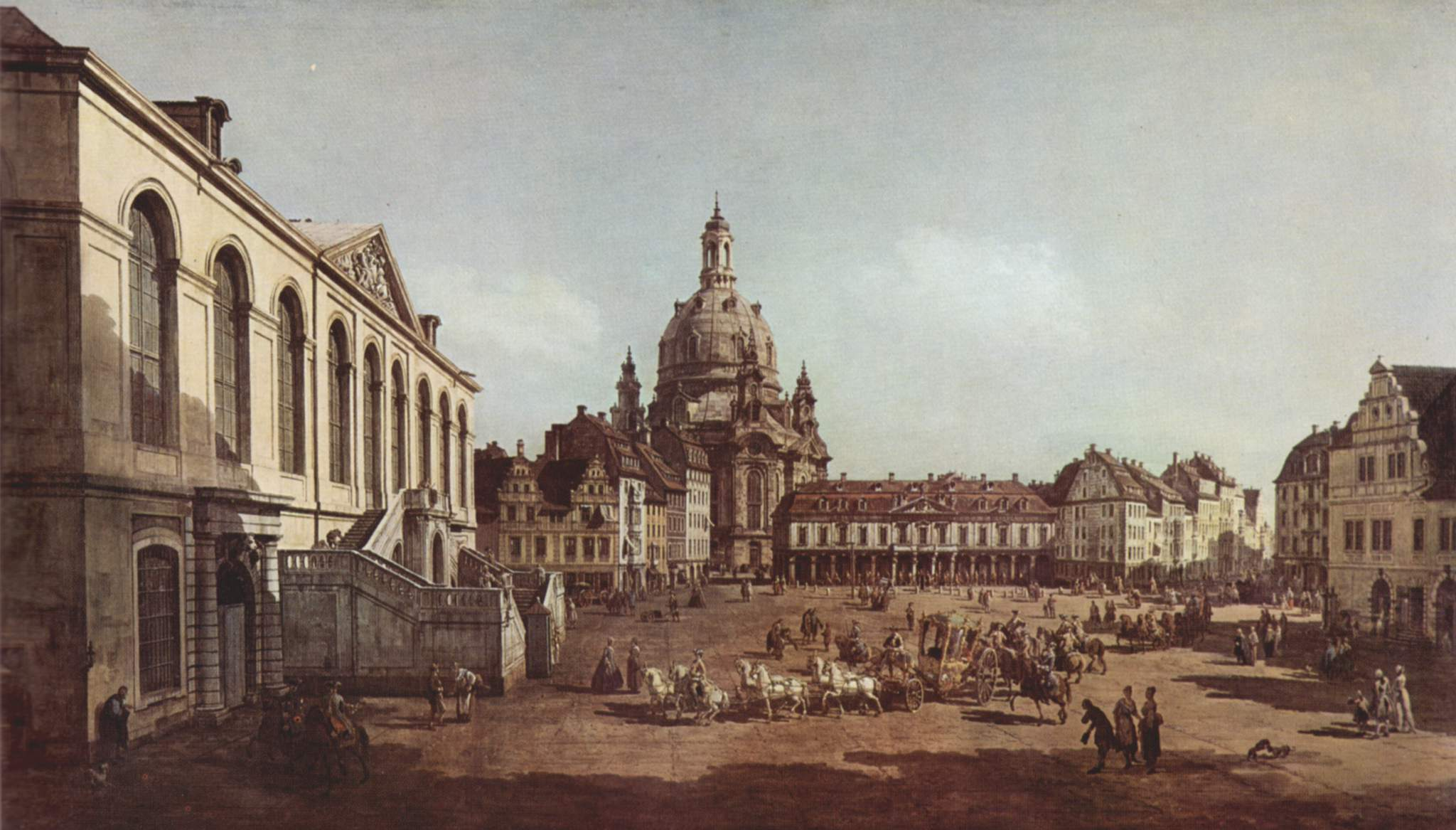
Здание музея (слева) в середине XVIII века на картина итальянского художника Каналетто

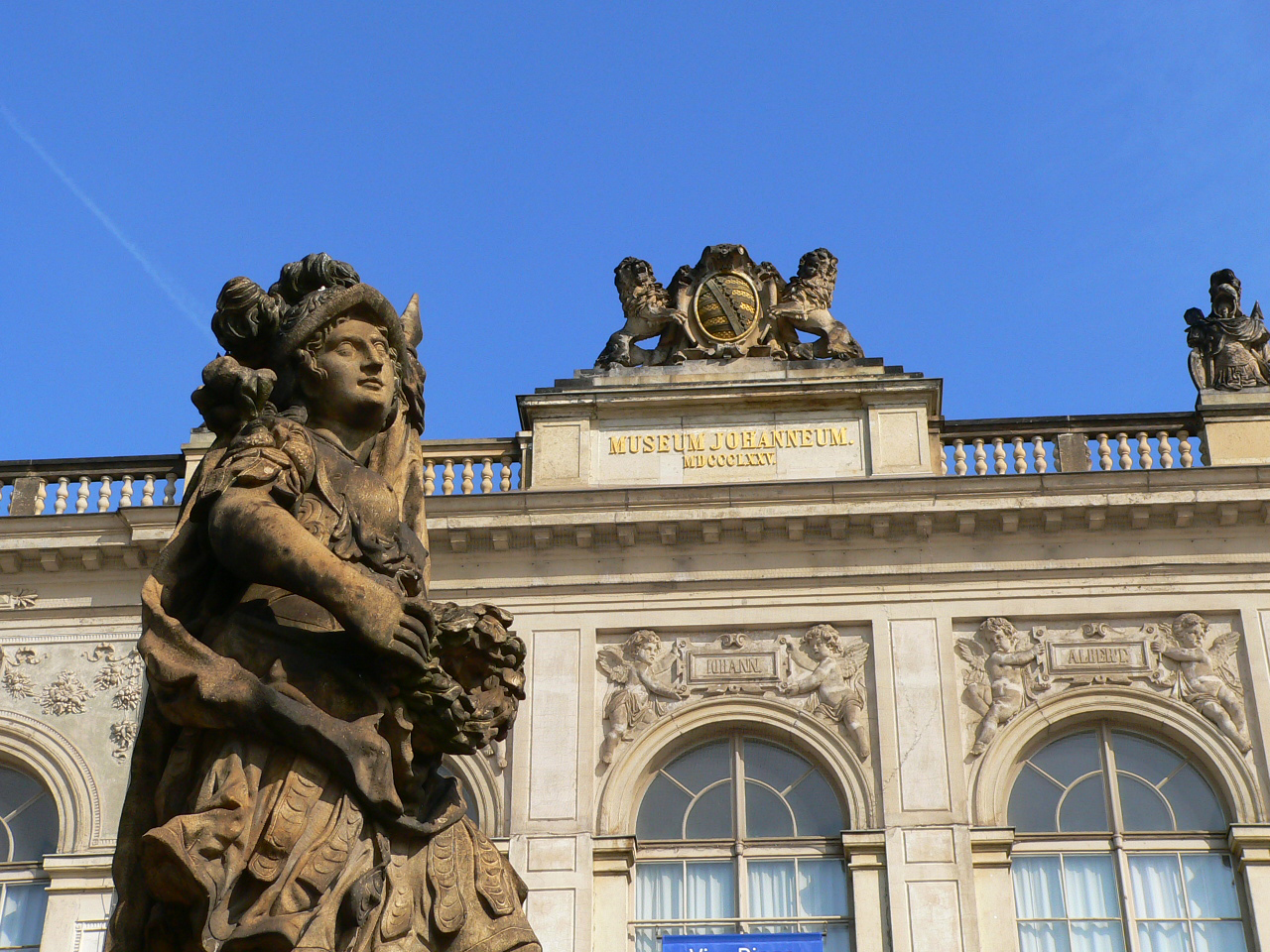
Скульптура фонтана перед музеем.

Дрезденский Музей транспорта (нем. Verkehrsmuseum Dresden) был открыт в 1956 году в Иоганнеуме (Аугустус-штрассе, д. 1) — здании бывшего исторического музея. Построенное в 1586—1591 гг., оно служило первоначально как конюшни саксонского курфюрста Кристиана I. В 1722—1731 под руководством архитектора Иоганна фон Фюрстенхофа был надстроен второй этаж здания с двухсторонней «английской» лестницей, и с 1747 г. здесь находилась Галерея старых мастеров.

## История
Начало музею транспорта было положено 1 мая 1952 г. В этот день начались переговоры между Дрезденским техническим университетом и министерством транспорта о создании в ГДР музея истории транспортных средств. Основу экспозиции должны были составить экспонаты «Саксонского музея железнодорожного транспорта», складированные в здании во время Второй мировой войны.
Несмотря на то, что здание имело сильные повреждения, уже в 1953 г. состоялось открытие первых двух небольших экспозиций. Официальное открытие состоялось в 1956 г., хотя ремонтно-восстановительные работы продолжались до 1968 г.
С начала 90-х гг. многократно ставился вопрос о расширении музея транспорта, поскольку всего только восемь экспонатов (исторические трамваи, различного назначения железнодорожные вагоны, локомотивы) из более чем ста, имеющихся в распоряжении музея, выставлены в экспозиции. Большая часть находится в железнодорожных депо Дрездена, некоторые — в экспозициях других музеев. Рассматривались варианты открытия филиалов музея в Дрездене, Лейпциге и Хемнице. Но из-за финансовых трудностей эти планы реализовать не удалось.

## Экспозиции музея

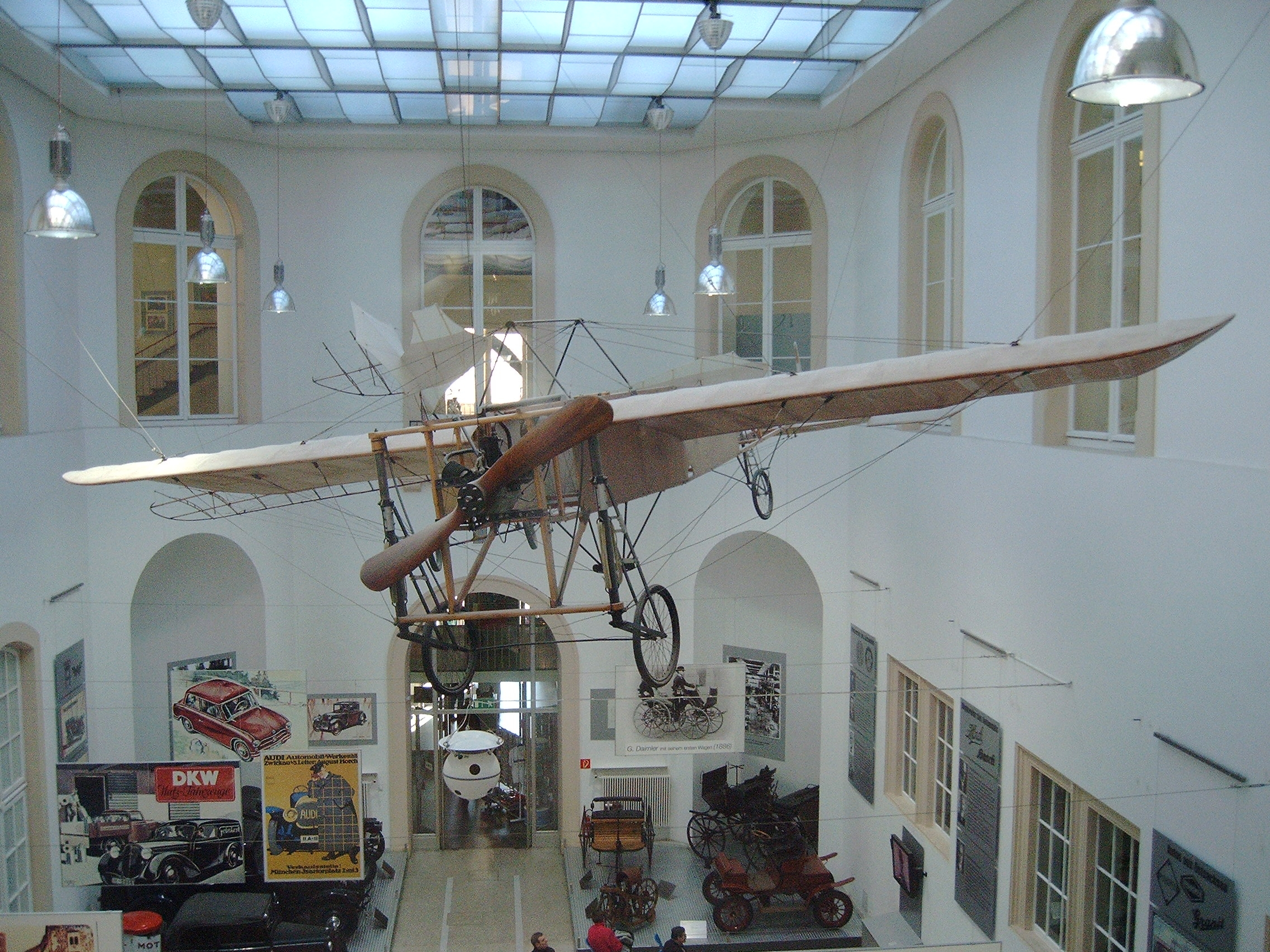
Один из экспонатов музея

В настоящее время в музее открыто шесть экспозиций:
- Железнодорожный транспорт
- Трамваи
- Автомобили, велосипеды и мотоциклы
- Авиация
- Водный транспорт
- Модель железной дороги (Масштаб 1:45, площадь — 325 м², 26 локомотивов, 115 вагонов, 5 ж.-д.станций, 140 моделей автомобилей и др.)